# Červené dveře
Červené dveře (v anglickém originále The Red Door) je čtvrtý díl první série britského sitcomu z prostředí informačních technologií Ajťáci. Poprvé byla epizoda odvysílána 17. února 2006 na stanici Channel 4.

## Synopse
Jen Barber zajímá, co se skrývá za tajemnými červenými dveřmi. Vyjde najevo, že zde přebývá Richmond Avenal, kdysi zástupce Denholma a velká manažerská naděje firmy Reynholm Industries. Moss si označil svůj hrnek na čaj vlastní podobiznou (umístěnou naspod hrnku), ale ani to mu nepomůže k jeho větší kontrole. Hrnek mizí a postupně se objevuje v rukou Richmonda i Denholma.

## Příběh
Jen Barber peskuje své podřízené Mosse a Roye (kteří stále zcela neuznávají její vedoucí autoritu) kvůli nepořádku na pracovišti. Jen zajímá, co je za červenými dveřmi, kterých si dříve nevšimla. Roy i Maurice Moss se kategoricky staví proti jejímu úmyslu nahlédnout dovnitř. Po emotivním Royově projevu doplněném názornou Mossovou gestikulací Jen pochopí, že se tajemství musí dopídit jinak.
Roy je povolán k opravě počítače do jednoho z pater firmy, kde se zasekne pod stolem a neodváží se vylézt, když si z obou stran pracovních stolů sednou zaměstnankyně ke své práci. Je nucen požádat Mosse o pomoc. Moss se krátce předtím výborně bavil. Když se jej Jen zeptala, čemu se tak směje, odvětil:
„Tomuto obvodu plošných spojů. Nějaký trouba zapojil datovou linku natvrdo přes napájení. Amatéři!“
Čekání na Mosse si Roy krátí pozorováním nohou obou mladých žen. Zatímco se Moss vydá nahoru do etáže, Jen se odváží otevřít červené dveře. Úlekem omdlí, když spatří bledý záhrobní obličej.
Jakmile přijde k sobě, dozví se, že je zde v malé temné místnosti zavřen za trest Richmond Felicity Avenal, bývalý top manažer firmy, jehož raketovou kariéru přibrzdilo objevení a záliba v kapele Cradle of Filth. Definitivně mu exil zde ve sklepě zajistila upřímně míněná kondolence vyjádřená vdově po Denholmově otci, kdy jí věnoval CD své oblíbené kapely a upozornil zejména na skladbu s názvem „Vycpávka rakví“. Za to jej Denholm Reynholm okamžitě suspendoval a bledý goth dostal zákaz opustit sklepní prostory. Nemá vůbec ponětí, k čemu slouží podivné svítící panely v místnosti, ale za dobu svého vězení vypozoroval jisté frekvence různě blikajících diod.
Moss se svými výrazně odlišnými vyjadřovacími schopnostmi není s to odlákat obě ženy od stolu a rezignuje. Situaci musí vyřešit Jen, podaří se jí nalákat pracovnice k oknu a Roy uniká z pasti.
V suterénu na svém pracovišti se Richmond opět setká s averzí ze strany Roy i Mosse. Dostane se mu podpory od Jen, která má pro něj pochopení – natolik veliké, že se za něj přimluví i u Denholma, aby se s ním opět sešel. Stane se a zdá se, že Denholm je obměkčen Jeninými argumenty a vezme Richmonda na milost, vzápětí však mění názor a odchází pryč. „Ajťáci“ zatím odstranili letitou špínu z malého okénka, kterým nyní dovnitř prosvítají sluneční paprsky. Náhlé světlo vyplaší Richmonda, jenž mizí ve svém doupěti, což nakonec uvítá i Jen.

## Kulturní reference
- Roy si v úvodu epizody prozpěvuje úryvek ze slavného hitu „Another Brick in the Wall“ anglické kapely Pink Floyd.[2]

## Chyba v epizodě
- Když chce Moss ukázat Royovi fotografii naspodu svého hrnku, hrnek se na stole posune během záběrů od počítačové myši směrem k monitoru.[3][4]